# Teus van Gelder
T.C. (Teus) van Gelder (1949) is een Nederlands politicus van de Staatkundig Gereformeerde Partij (SGP).
Van Gelder begon als timmerman, maar voelde zich al snel aangetrokken tot de politiek.
In 1998 werd hij wethouder van de Zuid-Hollandse gemeente Liesveld. Nadat burgemeester Willem Gradisen in 2012 zijn functie in Liesveld opgaf om burgemeester van Mook en Middelaar te worden, werd Van Gelder per 1 juni van dat jaar door de commissaris van de Koningin in Zuid-Holland benoemd tot waarnemend burgemeester van Liesveld. Bij die beslissing speelde dat al eerder besloten was dat de gemeenten Liesveld, Nieuw-Lekkerland en Graafstroom op 1 januari 2013 gingen fuseren tot de gemeente Molenwaard.